# 仰角
如果視線在水平線以上，則視線與水平線的夾角被稱為仰角。與仰角相對的概念：如果視線在水平線以下，則視線與水平線的夾角被稱為俯角。

仰角和俯角